# Мођано (Анкона)
Мођано је насеље у Италији у округу Анкона, региону Марке.
Према процени из 2011. у насељу је живело 7 становника. Насеље се налази на надморској висини од 192 м.